# 1236
1236 (MCCXXXVI) a fost un an bisect al calendarului iulian.

## Evenimente
- 10 iunie: Conciliul de la Tours, în Franța: este decretată interdicția pentru creștini de a-i ucide pe evrei.
- 29 iunie: Orașul Cordoba este cucerit de creștinii din Peninsula Iberică, conduși de regele Ferdinand al III-lea de Castilia, de la mauri, în cadrul Reconquistei.
- 22 septembrie: Bătălia de la Saule: Ordinul gladiferilor din Livonia este înfrânt de lituanieni.
- 2 noiembrie: Vicenza este prădată de imperiali și conferită de Frederic al II-lea lui Ezzelino.

### Nedatate
- august: Începe prima campanie a împăratului Frederic al II-lea de Hohenstaufen împotriva Ligii lombarde; este sprijinit de Ezzelino da Romano, aflat în fața Veronei.
- Birger Jarl, consilier al regelui Suediei, salvează orașul Lübeck, asediat de danezi.
- Dinastia berberă a Hafsizilor devine independentă la Tunis. Grație comerțului la scară mare desfășurat cu genovezii, statul lor devine prosper.
- Începe cucerirea Coreei de către mongoli.
- Mindaugas izbutește unificarea mai multor triburi lituaniene.
- Mongolii invadează din nou Georgia și ocupă Tbilisi; regina georgienilor este nevoită să își mute reședința la Kutaisi.
- Raiduri ale mongolilor în China (Sichuan și Hubei).
- Reluarea asediului Constantinopolului de către niceeni și bulgari; capitala Imperiului latin este salvată de sosirea flotei venețiene, care împrăștie forțele navale ale lui Ioan al III-lea Vatatzes, dar și de neînțelegerile ivite între asediatori.
- Statul bulgar de pe Volga este cucerit de mongolii lui Batu Han; capitala statului, Bolgar, este incendiată.

## Arte, științe, literatură și filozofie
- Blanche a Castiliei, regina Franței, întemeiază abația din Maubuisson.
- Construirea fațadei catedralei din Amiens.
- Începe construirea catedralei din Reims.

## Nașteri
- Leon al III-lea, viitor rege al Armeniei (d. 1289)

## Decese
- 6 mai: Roger de Wendover, călugăr benedictin și cronicar (n. ?)
- 29 iulie: Ingeborg a Danemarcei, regină a Franței (n. 1175)
- 22 septembrie: Volkwin, mare maestru al Ordinului gladiferilor (n. ?)
- aprilie: Iltutmish, sultan de Delhi (n. ?)

## Înscăunări
- Alexandru Nevski, mare cneaz de Novgorod și de Vladimir (1236-1251).
- Razia al-Din, sultan de Delhi.